# 최진영 (작가)
최진영은 대한민국의 텔레비전 드라마 작가이다. 

## 드라마
- 2017년 KBS2 수목 미니시리즈 《7일의 왕비》 ... 집필
- 2023년 MBC 금토 미니시리즈 《조선변호사》 ... 집필